# 约翰·巴斯科姆
约翰·巴斯科姆（英語：John Bascom，1827年5月1日—1911年10月27日）是一位美国学者和教授，1855年至1874年为威廉姆斯学院修辞学教授，1874年至1887年间任威斯康星大学校长。